# Caeculus (rodzaj)
Caeculus – rodzaj roztocza z kohorty mechowców i rodziny Caeculidae.
Rodzaj ten został opisany w 1932 roku przez Leona Dufoura. Jego gatunkiem typowym wyznaczono Caeculus echinipes.
Należą tu gatunki:
- Caeculus americanus Banks, 1899
- Caeculus archeri Mulaik, 1945
- Caeculus brevis Mulaik, 1945
- Caeculus calechius Mulaik, 1945
- Caeculus crossleyi Hagan, 1985
- Caeculus dorotheae Mulaik, 1945
- Caeculus gertschi Dufour, 1832
- Caeculus hardyi Mulaik et Allred, 1954
- Caeculus hypopachus Mulaik, 1945
- Caeculus kerrulius Mulaik, 1945
- Caeculus lewisi McDaniel et Boe, 1990
- Caeculus mexicanus Mulaik et Allred, 1954
- Caeculus orchidicolis Mulaik et Allred, 1954
- Caeculus oregonus Mulaik et Allred, 1954
- Caeculus pettiti Nevin, 1943
- Caeculus pisanus M. André, 1936
- Caeculus potosi Mulaik et Allred, 1954
- Caeculus puertoricus Mulaik, 1945
- Caeculus tipus Mulaik, 1945
- Caeculus valverdius Mulaik, 1945